# 1966 في كولومبيا
فيما يلي قوائم الأحداث التي وقعت خلال عام 1966 في كولومبيا.

## سياسة

### تعيين في المنصب
- 7 أغسطس – كارلوس ليراس ريستريبو رئيس كولومبيا.

### انتهاء فترة المنصب
- 7 أغسطس – غييرمو ليون فالنسيا رئيس كولومبيا.

## مواليد

### يناير
- 6 يناير – ألفارو تيهران لاعب كرة سلة كولومبي.

### يونيو
- 14 يونيو – رودولفو بلانكو ملاكم كولومبي.

### أغسطس
- 14 أغسطس – فريدي رينكيون لاعب كرة قدم كولومبي.
- 28 أغسطس – رينيه هيجيتا لاعب كرة قدم كولومبي.

### نوفمبر
- 24 نوفمبر – خوان بابلو غامبوا ممثل كولومبي.

## وفيات

### يناير
- 1 يناير – خوسيه فوينمايور (مواليد 1885) صحفي كولومبي.

### مايو
- 1 يناير – خوسيه فوينمايور (مواليد 1885) صحفي كولومبي.